# 굿바이 마이 프랜드
《굿바이 마이 프랜드》(영어: The Cure)는 미국에서 제작된 피터 호턴 감독의 1995년 드라마 영화이다. 조지프 머젤로, 브래드 렌프로 등이 출연하였고, 마크 버그 등이 제작에 참여하였다.
이 영화는 유니버설 픽처스에 의해 배급되었으며 1995년 4월 21일 첫 개봉되었다. 제작비는 1,000만 달러인 데 비해 박스 오피스에서 257만 달러만 거둬들이면서 상업적 성공을 거두지 못했다. 비평가들로부터 엇갈린 평가를 받았음에도 불구하고, 대중으로부터는 "감동적"이라고 묘사되는 등 호의적인 평을 받았다.

## 줄거리
에릭은 미네소타주 스틸워터 작은 마을로 막 이사를 온 11세 외톨이로, 이혼 후 자신을 정서 학대하고 방치하는 일 중독자 어머니 게일과 함께 산다.
에릭은 수혈로 HIV에 감염된 이웃 덱스터와 여러 면에서 다를 뿐더러 초반엔 서로 싫어하지만, 곧 좋은 친구 사이가 된다. 에릭은 에이즈에 편견이 있는 게일이 덱스터와 친구로 지내지 못하게 할 것을 알기에 이 우정을 숨긴다.
그러나 어느 날 밤 덱스터의 어머니 린다가 에릭을 찾아와 그날 낮에 둘이 에이즈 자연 치료법을 탐구하며 덱스터에게 먹였던 게 뭔지 물어보면서 에릭은 게일에게 친구 관계를 들킨다. 게일은 린다에게 덱스터를 에릭에게서 떨어뜨려 놓으라고 격렬하게 경고하지만, 린다는 둘의 우정을 장려한다.
얼마 지나지 않아 두 소년은 멀리 떨어진 뉴올리언스에 사는 한 의사가 에이즈 치료법을 발견했다고 보도한 타블로이드 기사를 읽는다. 둘은 덱스터의 생명을 구할 방법을 찾고자 미시시피강을 따라 길을 나선다.
소년들은 도중에 뱃삯을 내고 보트를 타지만 뱃사공은 이들을 함부로 대한다. 에릭은 뱃사공의 돈을 훔치고 보트에서 내린 뒤 히치하이킹을 시도한다. 돈을 도난 당한 걸 알게 된 뱃사공 무리는 버스 정류장에서 소년들을 포착하자 한 낡은 건물 막다른 곳에 이를 때까지 두 소년을 쫓는다.
에릭은 스위치 블레이드를 들이밀고, 뱃사공도 칼을 꺼낸다. 뒤로 물러나있던 덱스터는 갑자기 에릭에게서 칼을 뺏고 그 칼로 자기 손을 베어낸다. 덱스터는 자신이 에이즈에 걸렸고 열린 상처를 통해 쉽게 질병을 옮길 수 있다고 말하면서 자신의 피로 뱃사공을 위협한다. 뱃사공 무리는 두려워하며 도망간다.
곧 덱스터는 갑자기 몸이 안 좋아지고, 에릭은 덱스터를 다시 버스 정류장으로 데려온다. 에릭은 이 여행을 끝내고 덱스터가 치료를 받게 해야한다는 것을 깨닫고 린다에게 전화를 걸어 버스를 타고 스틸워터로 돌아갈테니 버스에서 내리면 집까지 데려다달라고 한다.
그 뒤로 덱스터는 병원에서만 시간을 보내고, 에릭과 게일 사이는 더 냉랭해진다. 에릭은 자주 덱스터 병문안을 가고, 소년들은 덱스터가 죽었다고 의사들에게 세 번 장난을 친다.
하지만 세 번째 장난 때 의사가 이를 확인하자 덱스터는 진짜로 죽어있었다.
에릭을 차로 집에 데려다주던 린다는 어린 아이를 안고 길을 건너는 한 어머니 모습을 보고 아들 덱스터가 생각나 차를 세우고 울음을 터뜨린다. 에릭은 치료법을 찾기 위해 자신이 더 열심히 노력했어야 했다며 린다에게 사과한다. 이 말에 놀란 린다는 에릭을 포옹하며 에릭과 만난 일이 덱스터의 힘든 삶에서 가장 행복한 사건이었다고 말한다.
집에 도착하자 분노한 게일이 두 사람을 마주한다. 게일이 에릭을 때리기 시작하자 린다가 재빨리 개입하고, 분노한 채 눈물을 흘리며 덱스터의 죽음을 알린다. 이어 린다는 에릭이 덱스터 장례식에 참석하는 걸 허용하라고 요구하고, 이후 에릭을 또 때린다면 그녀를 죽이겠다고 위협한다. 게일은 죄책감을 느끼며 이에 따른다.
덱스터 장례식에서 에릭은 자기 운동화 한 짝을 관에 넣고, 덱스터 구두 한 짝을 벗겨서 이를 강물에 떠내려 보낸다. 이는 두 소년이 함께 떠났던 여행 초기에 덱스터가 악몽을 꾸자 에릭이 자신이 항상 곁에 있다는 것을 상기시키기 위해 자기가 신던 스니커즈를 덱스터 품에 안겨줬던 일을 기리기 위함이다.

## 출연
- 조지프 머젤로 - 덱스터 에번스 역
- 브래드 렌프로 - 에릭 역
- 다이애나 스카위드 - 게일 역
- 브루스 데이비슨 - 스티븐스 의사 역[5]
- 애너벨라 쇼라 - 린다 에번스 역
- 니키 캣 - 포니 역
- 에릭 이건 - 타일러 역
- 러네이 험프리 - 앵글 역
- 제러미 하워드
- 존 캐럴 린치

## 기타 제작진
- 배역: 맬리 핀
- 미술: 아민 갠즈
- 의상: 루이즈 프로글리

## 우리말 녹음
MBC 성우진 (1998년 5월 5일)
- 강수진 - 에릭 (브래드 렌프로)
- 이미자 - 덱스터 (조지프 머젤로)
- 최성우 - 덱스터 엄마 (애너벨라 쇼라)
- 박조호 - 젠슨 박사 (브루스 데이비슨)
- 오혜숙
- 이선호
- 최원형
- 김영선
- 김호성
- 엄현정
- 이철용
- 정남